# Кабин Василь Іванович
Кабин Василь Іванович (10 жовтня 1908, м. Косів, тепер Івано-Франківської області - 1991) — майстер різьблення на дереві.

## Біографія
У 1927 році закінчив Косівську художньо-промислову школу.
Вчився у В. Девдюка.

## Творчість
Створював декоративні тарілки, шкатулки, альбоми, скрині та меблі.
Оздоблював вироби інкрустацією перламутром і бісером.
Його твори зберігаються в художніх музеях Києва, Львова та Ужгорода.